# Petrowskoje (Kaliningrad, Krasnosnamensk)
Petrowskoje (russisch Петровское, deutsch Budupönen (Ksp Kussen), 1938 bis 1945: Buden; Septinlöpen, 1928 bis 1945: Siebenlinden und Laugallen (Ksp Kussen), 1938 bis 1945: Lorenzen, litauisch Būdupėnai, Septynliepiai und Laugaliai) ist ein (fast) verlassener Ort im Rajon Krasnosnamensk der russischen Oblast Kaliningrad. Es befindet sich noch ein Hof im ehemaligen Laugallen/Lorenzen, der laut Karte mit zu Fewralskoje (Spullen) gehört.
Die Ortsstelle befindet sich etwa zwei Kilometer östlich von Fewralskoje beiderseits des kleinen Flusses Moskowka (dt. Buduppe, 1938 bis 1945: Bären-Fließ).

## Geschichte

### Budupönen (Buden)

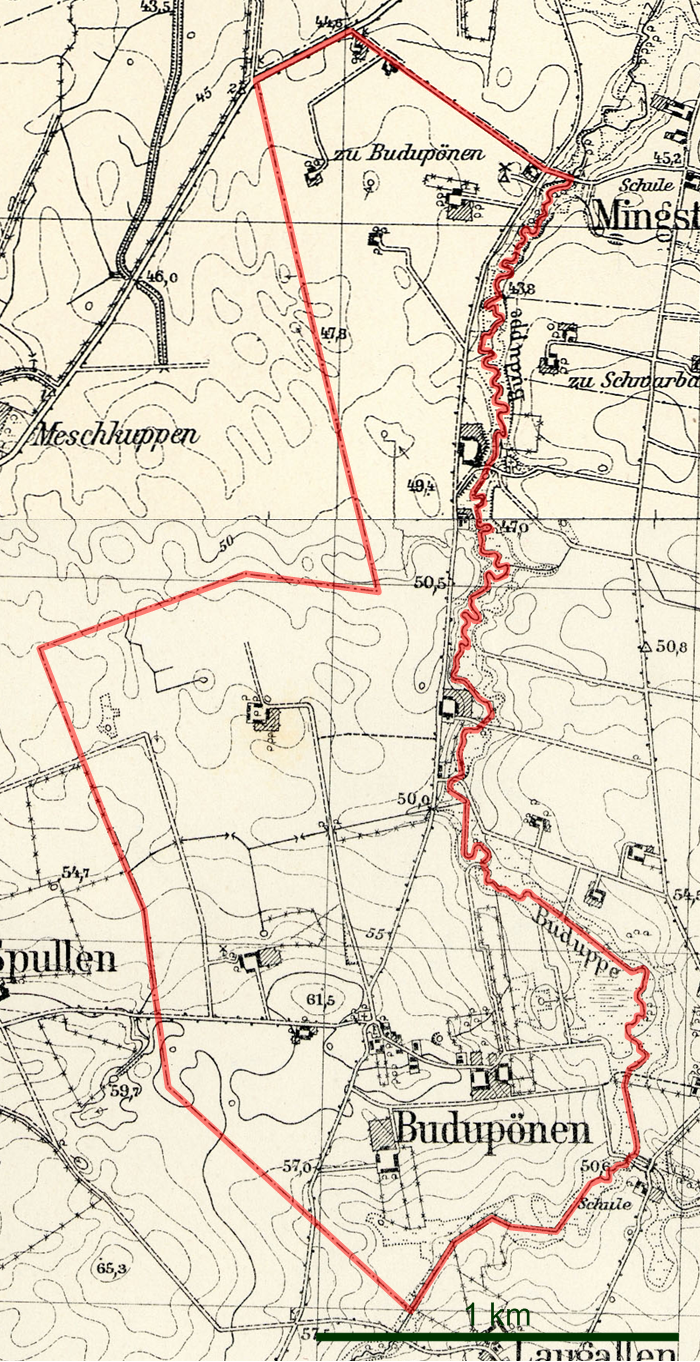
Die Gemeinde Budupönen auf zwei Messtischblättern von 1933 und 1937

Der zunächst Budupen, Bodupen, Budupenen und Buduppeinen genannte Ort wurde um 1542 gegründet.
Um 1780 war Budupöhnen ein königliches Bauerndorf. Budupönen war ein recht häufiger Ortsname in Ostpreußen, so gab es im 1815 gebildeten Kreis Pillkallen allein drei Orte dieses Namens, die durch Beifügung des Namens des evangelischen Kirchspiels voneinander unterschieden wurden. Dieser Ort gehörte zum Kirchspiel Kussen. 1874 wurde die Landgemeinde Budupönen in den neu gebildeten Amtsbezirk Henskischken eingegliedert. 1938 wurde Budupönen, Ksp Kussen, in Buden umbenannt. 1945 kam der Ort in Folge des Zweiten Weltkrieges mit dem nördlichen Ostpreußen zur Sowjetunion.

### Einwohnerentwicklung
| Jahr | Einwohner | Bemerkungen                 |
| ---- | --------- | --------------------------- |
| 1867 | 101       |                             |
| 1871 | 106       |                             |
| 1885 | 151       |                             |
| 1905 | 129       | davon 12 litauischsprachige |
| 1910 | 152       |                             |
| 1933 | 127       |                             |
| 1939 | 120       |                             |

### Laugallen (Lorenzen)

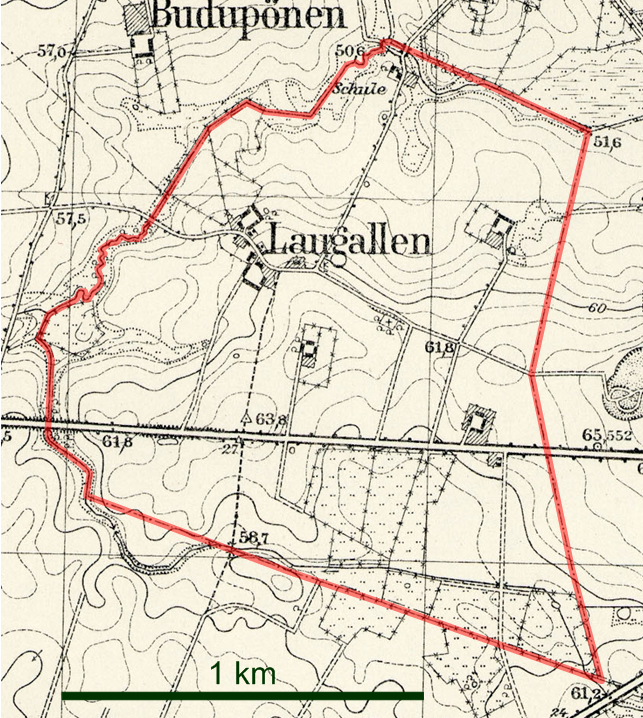
Die Gemeinde Laugallen auf einem Messtischblatt von 1933

Der 1557 zuerst erwähnte Ort wurde zunächst mit Laukugal und Laukugallen bezeichnet. Laugallen war um 1780 ein königliches Bauerndorf. Der Ortsname Laugallen kam in Ostpreußen häufiger vor, so auch im Kreis Pillkallen noch ein weiteres Mal, so dass auch bei diesem Ort das Kirchspiel Kussen als Unterscheidungsmerkmal angefügt wurde. Auch die Landgemeinde Laugallen kam 1874 zum Amtsbezirk Henskischken. Nachdem 1928 das andere zum Kirchspiel Willuhnen gehörende Laugallen in der neu gebildeten Landgemeinde Jägerswalde aufgegangen war, entfiel der Kirchspiel-Zusatz. 1938 wurde Laugallen in Lorenzen umbenannt. Auch dieser Ort kam 1945 zur Sowjetunion.

#### Einwohnerentwicklung
| Jahr | Einwohner |
| ---- | --------- |
| 1867 | 61        |
| 1871 | 66        |
| 1885 | 86        |
| 1905 | 73        |
| 1910 | 81        |
| 1933 | 72        |
| 1939 | 68        |

### Septinlöpen (Siebenlinden)

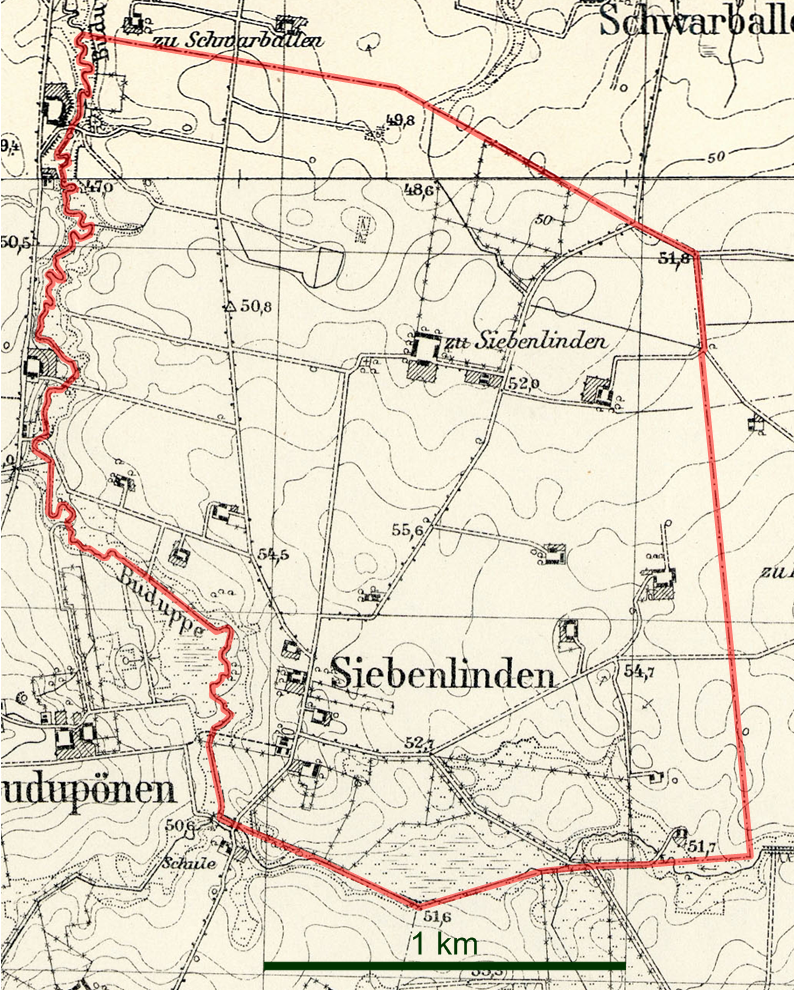
Die Gemeinde Siebenlinden auf einem Messtischblatt von 1933

Septienlöpen wurde 1625 erstmals erwähnt. Um 1780 war Septinlöpen ein königliches Bauerndorf. Auch die Landgemeinde Septinlöpen kam 1874 zum Amtsbezirk Henskischken. 1928 wurde Septinlöpen in Siebenlinden umbenannt. Auch dieser Ort kam 1945 zur Sowjetunion.

#### Einwohnerentwicklung
| Jahr | Einwohner | Bemerkungen                 |
| ---- | --------- | --------------------------- |
| 1867 | 166       |                             |
| 1871 | 176       |                             |
| 1885 | 169       |                             |
| 1905 | 120       | davon 10 litauischsprachige |
| 1910 | 124       |                             |
| 1933 | 97        |                             |
| 1939 | 108       |                             |

### Petrowskoje
Im Jahr 1950 wurden die drei Orte Septinlöpen/Siebenlinden, Budupönen/Buden und Laugallen/Lorenzen unter dem russischen Namen Petrowskoje zusammengefasst und dem Wesnowski selski Sowet im Rajon Krasnosnamensk zugeordnet. Petrowskoje wurde vor 1975 aus dem Ortsregister gestrichen.

## Kirche
Budupönen/Buden, Laugallen/Lorenzen und Septinlöpen/Siebenlinden gehörten zum evangelischen Kirchspiel Kussen.